# Asif Ali Zardari
Asif Ali Zardari (urdú: آصف علی زرداری)  (Karachi, 26 de juliol de 1955) d'ètnia balutxi, fou el president de Pakistan entre 2008 i 2013. Lidera el Partit del Poble de Pakistan i és el vidu de Benazir Bhutto. Zardari i Benazir Bhutto van tenir un fill i dues filles. El seu fill, Bilawal Bhutto Zardari, és l'actual president del Partit Popular del Pakistan. La seva filla gran, Bakhtawar, va néixer el 25 de gener de 1990, i la seva filla petita, Aseefa, va néixer el 3 de febrer de 1993. Després de la mort de Benazir Bhutto, la seva germana Faryal Talpur es va convertir en la tutora dels seus fills i va canviar el nom de Bilawal Zardari per Bilawal Bhutto Zardari.
La seva mare va morir el novembre de 2002, durant la seva detenció a la presó. El seu pare Hakim Ali Zardari va morir el maig de 2011. Després d'això es va convertir en el cap de la tribu Zardari. Tanmateix, inicialment havia decidit no assumir el lideratge i volia passar el càrrec al seu fill Bilawal. amb qui es va casar el 1987. Entre 1993 i 1996, va ocupar diversos càrrecs ministerials al segon govern Bhutto.